# Diaethria astala
Diaethria astala es una especie de lepidóptero de la familia Nymphalidae. Es originaria de México hasta Colombia.
Las larvas se alimentan de especies de Serjania, Paullinia y Cardiospermum.

## Subespecies
- Diaethria astala astala (México)
- Diaethria astala asteria (México)
- Diaethria astala asteroide (México)